# Neritina granosa
Neritina granosa е вид коремоного от семейство Neritidae. Видът е световно застрашен, със статут Уязвим.

## Разпространение
Разпространен е в САЩ (Хавайски острови).